# Herbert Maschke (Fotograf)

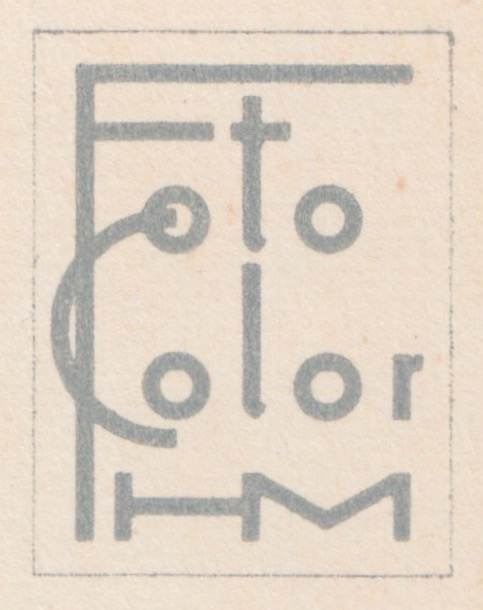
Logo des Verlags Herbert Maschke

Herbert Maschke (* 7. Juni 1915 in Jarotschin; † 13. Juni 2005 in Berlin) war ein deutscher Fotograf und Ansichtskartenverleger.

## Leben
Er wurde als dritter Sohn des Architekten Wilhelm Maschke und seiner Ehefrau Clara, geb. Thiemen geboren. Von 1921 bis 1933 besuchte er die Schule in Breslau, seine erste fotografische Ausbildung erhielt er im Bergstadtverlag Wilhelm Gottlieb Korn als Schriftleiter in Ausbildung und Bildberichterstatter. 
1936 leistete er seinen Arbeitsdienst in der Bildstelle des Gaus Schlesien, 1937 trat er als Rekrut in die Nachrichtentruppe der deutschen Wehrmacht in Breslau ein. 1941 wurde er Funkbetriebslehrer an der Heeres- und Luftwaffennachrichtenschule in Halle (Saale) und arbeitete als Standfotograf beim Film. 
Aus politischen Gründen verließ er 1952 die DDR und zog nach West-Berlin. Dort arbeitete er zunächst als Bildjournalist und freier Fotograf. 1957 gründete er einen Ansichtskartenverlag, den er knapp 20 Jahre erfolgreich betrieb. Mit der Kamera blieb er stets auf der Suche nach reizvollen Motiven. Auf diese Weise entstanden beeindruckende Langzeitstudien des städtischen Wandels, beginnend bei Schwarzweiß-Aufnahmen vom kriegszerstörten Berlin bis zum Wiederaufbau. Er dokumentierte das ungeheure Baugeschehen am Kurfürstendamm ebenso wie die innerstädtische Grenze. Eindrucksvolle Luftaufnahmen Berlins zeugen von Maschkes breitem fotografischem Spektrum.